# Der Vogelgott
Der Vogelgott ist ein 2018 erschienener Roman von  Susanne Röckel. Er enthält Elemente aus der Schwarzen Romantik. Der Vogelgott war 2018 für den Deutschen Buchpreis nominiert und gewann den Tukan-Preis sowie 2019 den Franz-Hessel-Preis.

## Inhalt
Der Roman erzählt aus vier Perspektiven von der Suche nach einem mystischen Tier, das in Gestalt eines gigantischen Greifvogels erscheint und in einem nicht näher bezeichneten Land als Gott angebetet wird.

### Hauptfiguren
Die Protagonisten des Romans sind drei Geschwister. Ihr Vater, Konrad Weyde, ist Ornithologe und Lehrer. Sein Name leitet sich aus dem Mittel- und Althochdeutschen ab und bedeutet wortwörtlich „der kühne Ratgeber“ („kühn an Rat“), sinngemäß „der gute Ratgeber“. Während er eine gute Beziehung zu seinem jüngsten Sohn pflegt, wird er von den beiden anderen nicht als guter Vater geschätzt. Die Mutter war lange krank, ihr früher Tod lag als Schatten über den Kindern, als sie klein waren.
- Thedor Weyde: Er hat das Medizinstudium abgebrochen und ist das jüngste Kind in der Familie Weyde. Thedor ist als Person faul und ein Träumer. In Afrika trifft er auf Miranda Morton, in welche er sich verliebt. Thedor wird im Verlaufe der Handlung verrückt und landet im Sanatorium. Der Name ist wahrscheinlich eine Ableitung von Theodor. Der Name Theodor ist griechisch und bedeutet „Geschenk Gottes“ („Theo“ bedeutet Gott, „Dor“ bedeutet Geschenk).
- Dora Weyde: Sie ist eine Kunstbegeisterte und ein großer Fan von Johannes Wolmuth, einem Maler, der in der Zeit des 30-jährigen Kriegs gelebt hat. Sie ist unglücklich mit Hans verheiratet. Ihr Name hat wahrscheinlich die gleiche Herkunft wie der Thedors. Dora bedeutet „Geschenk“ (der Göttin).
- Lorenz Weyde: Lorenz ist Journalist und das älteste Kind in der Familie Weyde. Lorenz ist eine Person, die viel arbeitet. Im Verlauf der Handlung zerbricht seine Ehe mit Marta. Er ist der Vater von zwei Söhnen. Sein Name leitet sich wahrscheinlich von Laurentius ab. Laurentius ist lateinisch und bedeutet „der Mann aus Laurentum“ (Ortschaft bei Rom).

Neben den Hauptfiguren und übergroßen Vögeln tauchen Männer auf mit den Namen Vic Tally, Victor Lalyt, V. Littal, Torvyk Allt, die einen üblen Geruch ausströmen.

### Prolog
Es beginnt mit einem unveröffentlichten Manuskript von Konrad Weyde.  Auf seiner Reise in die Stadt B sucht Konrad im Dorf Z Unterkunft. Plötzlich entdeckt er einen nicht identifizierbaren, großen Greifvogel. Konrad findet seinen Rucksack, welcher seine gesamte Forscherexistenz darstellt, nicht mehr. Er will diesen Vogel unbedingt fangen und ausstopfen. Ein männlicher Anwohner bittet Weyde, ihn zu begleiten. Der mysteriöse Mann behauptet, der mystische Vogel sei ein Gott und dürfe nicht gefangen werden. Weyde macht sich trotzdem auf die Jagd. Seine nächste Begegnung mit dem Vogel versetzt ihn in eine Art Traumzustand. Dieses Ereignis hat einen großen Einfluss auf sein späteres Leben. Er bezweifelt die Macht dieses Gottes nicht mehr.

### Kapitel I: Im Land der Aza
Thedor wird von einem mysteriösen „Vic Tally“, welcher der Organisation „Save The World“ angehört, für eine Hilfsstation in Afrika angeheuert. Die Hilfsstation trägt den Namen „Kiw-Aza“ (Hier liegt Aza).
Als Thedor Dora besucht, erzählt sie ihm die Geschichte des griechischen Gottes Typhon. Er ist ein Gigant und terrorisiert die neuen Götter des Olymps. Typhon wird meistens als Drache oder wie sein Sohn Ethon als Vogel abgebildet. Ethon soll der Stammvater einer mächtigen Dynastie sein. Thedor erzählt seiner Schwester Dora, er gehe für ein Jahr weg.
Thedor entdeckt in Aza-Town einen riesigen Vogel, welcher ihn in Angst versetzt.
Als Thedor in einem Observatorium ein Funkgerät sucht, erlebt er eine mysteriöse Vogelkonfrontation, in welcher mehrere Vögel um ihn kreisen. Ebenso merkwürdig verläuft eine Konversation mit zwei anderen Personen, bei der Thedor wie fremdkontrolliert plötzlich wirres Zeug spricht.

### Kapitel II: Die Madonna mit der Walderdbeere
Dora lernt Hans kennen. Die beiden heiraten. Professor Bartolo betreut Dora bei ihrer Doktorarbeit. Das Bild Die Madonna mit der Walderdbeere wird einer restauratorischen Analyse unterzogen. Dora findet heraus, dass das Bild über ein anderes Bild gemalt wurde. Sie macht sich auf den Weg nach Paris, Brünn, New York und Eau-Vive, um dortige Skizzenblätter Wolmuths zu untersuchen. Der nach Aas stinkende Lalyt zeigt Dora ein Bild. Dora kann sich danach jedoch nicht mehr an das Bild erinnern. Danach beginnt sie zu malen und kreiert geflügelte Mischwesen. Später werden fast alle Bilder von einem gewissen V. Littal für den Kunsthandel aufgekauft.

### Kapitel III: Kinderträume
Für Lorenz fängt die mysteriöse Wendung mit der Kellnerin Clara an, welche bei Lorenz ganz nah den Teufel gesehen habe und ihn zur Acht mahnt. In der nächsten Nacht begegnet Lorenz einem großen Vogel vor dem Fensterbrett, auf welchem er am nächsten Morgen eine große weiße Feder vorfindet. Diese Feder sei jedoch laut Einheimischen von einem Raubvogel, welcher schon lange nicht mehr in dieser Gegend heimisch sei. Als Lorenz einen Autounfall untersucht, bei dem ein fünfjähriger Junge stirbt, findet er heraus, dass sowohl das Opfer, als auch andere Kinder in der Gegend an einer Phobie von fliegenden Objekten, wie Flugzeugen und Vögel leiden und Alpträume dergleichen erleben. Seine Recherchen führen ihn zu der pharmazeutischen Fabrik von Henry Morton.
In einem Ausstellungsraum auf dem Fabrikgelände Mortons entdeckt Lorenz die Signatur seiner Schwester Dora auf einem der Bilder, welches Flugwesen abbildet. Lorenz sieht und erlebt seltsame Vorgänge sowie Konversationen mit Morton auf dem Fabrikgelände. Aufgrund Lorenz’ Behauptungen macht Marta für ihn einen Arzt ausfindig, was schließlich zum Zerbrechen der Ehe führt. Die Handlung endet mit der Vereinigung von Thedor, Dora und Lorenz in Thedors Sanatorium.

## Interpretation

### Symbolik
Der Wiedehopf ist in den östlichen Glaubenstraditionen der Bote und Seelenführer auf mystischen Wegen.
Tobias: Tobias ist die griechische Form des hebräischen Namens „Tuvijah“, was „Gott ist gut“ oder „Der Herr ist mein Gott“ bedeutet. Im Alten Testament ist Tobias der fromme Sohn eines blinden Vaters. Der Erzengel Raphael hilft Tobias, dessen Vater von der Blindheit zu heilen.
Die Walderdbeere wird in der germanischen Mythologie oft mit der Göttin Frigg verknüpft. Diese soll tote Kinder in den Erdbeeren versteckt haben, um sie nach Walhall schmuggeln zu können. Die Legende, in welcher die Erdbeere mit Maria vorkommt, ist passender: Maria steige einmal im Jahr vom Paradies auf die Erde herunter, um dort Erdbeeren für die verstorbenen und nun im Paradies lebenden Kinder zu sammeln. Die Walderdbeere symbolisiert Weltlust, Verlockung und Sinnesfreude. Sie ist zusätzlich eine Allegorie für fromme und gute Gedanken.

### Themen
Der Wahnsinn wird in Der Vogelgott in allen Kapiteln einschließlich Prolog behandelt. Die Hauptfiguren verfallen immer mehr der Macht des Vogelgotts.
Der Vogelgott Aza entstand durch die Verschmelzung des Adlers Ethon mit Prometheus. Lorenz bezeichnet Ethon als den strafenden Engel. Ethon wird von Zeus geschickt um Prometheus zu quälen, indem er seine Leber isst, welche immer wieder nachwächst. Im Programmheft des Theaters, welches Marta führt, wird die Leber als mystischer Sitz von Liebe und Zorn beschrieben und durch den Verzehr der Leber nimmt Ethon die rebellische Kraft des Prometheus in sich auf. Das bedeutet, dass der strafende Engel Ethon eine eigene Willensfreiheit entwickelt und sich gegen Gott auflehnt. Dadurch wird er zu einem gefallenen Engel. Da der Teufel ebenfalls manchmal als gefallener Engel bezeichnet wird, ist es möglich, dass der Vogelgott Aza der Teufel ist. Durch den Verzehr der immer wieder nachwachsenden Leber des Prometheus und der anschließenden Verschmelzung des Adlers und des Titanen entwickelt der Hybrid anschließend den endlosen Hunger.

### Motive
Das Werk ist reich an Aktionen und Objekten, welche indirekt mit „fliegen“ in Verbindung gebracht werden können. Zu diesem Leitmotiv gehören auch Wörter wie „krächzen“ oder „picken“.
Ein Motiv, welches mit Ausnahme von Konrad Weyde bei allen Hauptfiguren vorkommt, ist die Aufforderung „Du musst vom Vogel Greif eine Feder holen.“. Diese Aufforderung wird in der Geschichte „Das Märchen vom Vogel Greif“ in Kontext gesetzt.
Jede der vier Hauptfiguren erlebt im Verlaufe der Geschichte eine kurzzeitige Verwandlung: Konrad Weyde wird aufgrund seiner Besessenheit, den Vogel Greif zu fangen, zu einer Art Prädator. Thedor verwandelt sich in einen Vogel. Dora wird zu der Mutter mit dem Kind auf dem Schoss, welche sich auf dem Bild hinter der Madonna mit der Walderdbeere befindet. Lorenz wird zur Mischung aus Ethon und Prometheus.
- Bei Thedor ist der wachsende Einfluss des Vogelgotts gut zu erkennen: Er fühlt und verhält sich immer mehr wie die Männer des Vogelkults, welche manchmal die Krankenstation besuchen. Die Hunde auf der Station führen seinen Willen aus. Als er über einen Stein stolpert, besitzt er plötzlich die Sehfähigkeiten eines Adlers. Darauf erlebt er ein Gewitter, welches auf die Gotteskraft Zeus’ und auf den Adler des Zeus schließen lässt. Dieser ist ein Bestandteil des Gottes Aza. Thedor verwandelt sich schließlich ganz in einen Vogel und scheint, mit anderen Vogelwesen zu kannibalischen Verhaltensweisen zu neigen. Er isst Miranda auf.

- Dora ist mehrere Male dem Einfluss von Chief Taly ausgesetzt und beginnt am Ende, Bilder mit fliegenden Mischwesen zu malen. Am Schluss verschmilzt sie mit dem Gemälde und wird zur Mutter hinter der Madonna mit ihrem entrissenen Kind. Zudem findet der Leser nicht heraus, ob der Schwangerschaftstest, den sie auf dem Heimweg von Eau-Vive gekauft hat, positiv oder negativ ist.
- Lorenz erlebt im Traum, dass Patienten, welche sich in der Klinik von Morton befinden, das Gehirn abgezapft wird und willenlos gemacht werden. Damit kann sich Morton von deren Kraft ernähren. Am Ende wird er zu einem riesigen Schatten über der Stadt.

Eine Handlung die bei allen drei Hauptfiguren vorkommt, ist die Abwendung von der Lösung, die alle Figuren erhalten. Thedor will an seinem ersten Urlaubstag in ein Auto steigen, entschließt sich jedoch im letzten Moment dagegen und bleibt in der Station. Dora schreibt den essentiellen Text, den Bartolo fordert. Dieser ist die Grundlage ihrer Theorie, welche die Rätsel der Zeichnungen Wolmuths löst. Am Ende schickt sie den Text – ohne selbst zu wissen warum – nicht ab. Petri erzählt Lorenz von den Vorgängen, die sich in der Stadt abspielten. Ein gewisser Chief Ali rekrutiere Männer, welche danach auf der ganzen Welt für ihn töten. Lorenz’ Stimmung verändert sich aber plötzlich und er stempelt Petri als Person ab, die mit einer ausgedachten Geschichte Aufsehen erregen will.
Rex Coelestis Deus pater Omnipotens ist ein Zitat aus dem Text der lateinischen Messe im Gloria, beziehungsweise im Ehrenabschnitt 3: „Domine Deus, Rex coelestis, [Absatz] Deus pater omnipotens.“ Es bedeutet so viel wie „Herr und Gott, König des Himmels, [Absatz] Gott, allmächtiger Vater.“.
Die Figuren Chief Aly, Chief Ali, Id Civaly, Vic Tally, Victor Lalyt, V. Littal und Torvyk Allt sind wahrscheinlich alle die gleiche Figur, denn sie alle nehmen großen psychischen Einfluss auf Personen in ihrem Umfeld und stinken nach Aas. Außerdem bestehen ihre Namen alle aus denselben Lauten. Chief Aly soll außerdem unsterblich sein und den Vogelgott-Kult und die Recelesti – Rebellen im Gebiet der Aza, welche sich auf obskure Traditionen stützen – anführen.

### Intertextualität
Das Märchen vom Vogel Greif ist eine Adaption des Werks Der Vogel Greif aus der Märchensammlung Kinder- und Hausmärchen der Brüder Grimm. Obwohl die Handlungen nicht identisch sind, findet sich in der Grimm-Variante ebenfalls die Aufforderung der Beschaffung einer Feder vom Vogel Greif zur Erlangung von Reichtum sowie der Tod durch Ertrinken.
Folgende Maler existier(t)en sowohl in Der Vogelgott, als auch in der realen Welt.
- Jacob Jordaens mit seinem indirekt erwähnten Gemälde Der gefesselte Prometheus
- Francisco de Goya
- Hieronymus Bosch
- Claude Mallot
- Philipp Franck
- Hans Baldung mit seinem Gemälde Madonna in der Weinlaube

Es lassen sich Ähnlichkeiten mit E.T.A. Hoffmanns Erzählung Der Sandmann erkennen: Während in Der Sandmann die Figur Coppelius ebenfalls unter dem Namen Coppola erscheint, besitzt die Figur Chief Tally in Der Vogelgott sogar mehrere Namen, die ähnlich zueinander sind. Außerdem ist die Figur Coppelius genauso wie Chief Tally eine Ankündigung des Unheils.

## Historischer Kontext
Obwohl der Roman aus dem 21. Jahrhundert stammt, so besitzt das Werk ganz klar Motive der Schwarzen Romantik aus dem 18. Jahrhundert. Während Motive wie Besessenheit, Friedhöfe, Kirche und Melancholie jeweils nur bei einer der vier Hauptfiguren vorkommt, so sind Motive wie Fabelwesen, Okkultismus, das Böse und Wahnsinn im ganzen Werk verteilt anzutreffen. Das Schwellenmotiv „Blick in die Ferne“ kommt etliche Male bei Thedor und bei Lorenz in seiner Form als Schatten über der Stadt vor. Ein weiteres dominierendes Schwellenmotiv ist der Traum, welches das Verlassen der Wirklichkeit ankündigt.

## Auszeichnungen
- 2018: Tukan-Preis[1]
- 2019: Franz-Hessel-Preis[2]

## Nominierung
- Shortlist Deutscher Buchpreis 2018[3]

## Ausgaben
- Susanne Röckel: Der Vogelgott, Jung und Jung Verlag, Salzburg 2018, ISBN 978-3-99027-214-5, 1. Ausgabe (272 Seiten)
  - Taschenbuchausgabe, btb Verlag, München 2020, ISBN 978-3-442-71871-9